# 他瓦猜·蓬姜沙
他瓦猜·蓬姜沙（1992年9月8日—）是一名男子泰国举重运动员，身高1.60米，他曾参加2010年广州亚运会，以245千克的成绩获62公斤级比赛第十二名。他也参加了2014年仁川亚运会，获得第八名。